# 대구광역시청
대구광역시청(大邱廣域市廳)은 대한민국 대구광역시의 행정을 총괄하는 지방행정기관이다. 시장은 차관급 정무직공무원으로, 부시장은 고위공무원단 가등급에 속하는 일반직공무원이나 별정직 1급상당 지방공무원 또는 지방관리관으로 보한다.

## 청사
대구광역시 중구 공평로 88에 동인청사가, 구 경상북도청이 위치한 대구광역시 북구 연암로 40에 산격청사가 있다. 2016년에 경상북도청이 안동시로 이전하자 옛 경상북도청 건물을 대구광역시청이 별관으로 사용하기 시작했으며, 2022년 7월부터 홍준표가 대구광역시장으로 취임한 후 산격동 별관을 산격청사로 개칭하고 시장 집무실도 산격청사로 옮겼다.
추후 대구광역시 달서구 소재의 구 두류정수장 부지로 청사를 이전할 예정이다.

## 조직
| 실·국                      | 관                         | 담당관실·과                                                                                                |
| -------------------------- | -------------------------- | --- |
|                            |                            | |
| 시장 산하 하부조직         |                            | |
| 공보관실                   | 공보관실                   | 공보담당관실ㆍ보도담당관실                                                                                 |
| 군사시설이전정책관실       | 군사시설이전정책관실       | 군부대이전정책과ㆍ미군부대이전과                                                                           |
| 금호강르네상스추진기획관실 | 금호강르네상스추진기획관실 | 금호강개발과ㆍ수변개발과                                                                                   |
| 정책총괄조정관실           |                            | |
| 소방안전본부               | 소방안전본부               | 소방행정과ㆍ예방안전과ㆍ현장대응과ㆍ119종합상황실ㆍ소방감사담당관실                                        |
| 대구광역시자치경찰위원회   | 사무국                     | 자치경찰행정과ㆍ자치경찰정책과                                                                             |
| 대구광역시감사위원회       |                            | |
| 행정부시장 산하 하부조직   |                            | |
| 기획조정실                 | 정책기획관실               | 광역협력담당관실ㆍ예산담당관실ㆍ세정담당관실ㆍ평가담당관실ㆍ법무담당관실ㆍ지능정보화담당관실               |
| 시민안전실                 | 보건의료정책관실           | 안전정책과ㆍ사회재난과ㆍ자연재난과ㆍ민생사법경찰과ㆍ감염병관리과ㆍ건강증진과ㆍ위생정책과                   |
| 행정국                     | 행정국                     | 총무과ㆍ자치행정과ㆍ인사혁신과ㆍ소통민원과ㆍ회계과                                                         |
| 복지국                     | 복지국                     | 복지정책과ㆍ희망복지과ㆍ어르신복지과ㆍ장애인복지과                                                         |
| 청년여성교육국             | 청년여성교육국             | 교육협력정책관ㆍ여성가족과ㆍ청년정책과ㆍ청소년과ㆍ출산보육과                                               |
| 문화체육관광국             | 문화체육관광국             | 문화예술정책과ㆍ문화콘텐츠과ㆍ체육진흥과ㆍ관광과                                                           |
| 교통국                     | 교통국                     | 교통정책과ㆍ버스운영과ㆍ택시물류과ㆍ도로과ㆍ철도시설과ㆍ교통정보서비스센터                                 |
| 경제부시장 산하 하부조직   |                            | |
| 혁신성장실                 | 혁신성장정책관실           | 에너지산업과ㆍ미래모빌리티과ㆍ의료산업과ㆍ기계로봇과ㆍ신기술심사과                                         |
| 경제국                     | 경제정책관실               | 일자리노동정책과ㆍ민생경제과ㆍ산단진흥과ㆍ창업진흥과ㆍ섬유패션과ㆍ국제통상과ㆍ농산유통과                   |
| 미래ICT국                  | 미래ICT국                  | 디지털혁신전략과ㆍAI블록체인과ㆍ빅데이터과ㆍ벤처혁신과                                                     |
| 환경수자원국               | 환경수자원국               | 환경정책과ㆍ기후대기과ㆍ자원순환과ㆍ수질개선과ㆍ공원조성과ㆍ산림녹지과ㆍ맑은물정책과                       |
| 도시주택국                 | 도시주택국                 | 도시계획과ㆍ건축주택과ㆍ도시정비과ㆍ건설산업과ㆍ도시디자인과ㆍ토지정보과ㆍ서대구역세권개발과ㆍ신청사건립과 |
| 통합신공항건설본부         | 통합신공항건설본부         | 공항정책과ㆍ신공항건설과ㆍ종전부지개발과                                                                   |
| 원스톱기업투자센터         | 원스톱기업투자센터         | 투자유치과ㆍ기업지원과                                                                                     |

| - 대구광역시공무원교육원 - 대구광역시보건환경연구원 - 대구광역시농업기술센터 - 대구광역시119특수대응단 - 대구광역시시민안전테마파크 - 소방서 - 중부소방서 - 동부소방서 - 서부소방서 - 북부소방서 - 수성소방서 - 달서소방서 - 달성소방서 - 강서소방서 | - 대구광역시상수도사업본부 - 대구광역시도시건설본부 - 대구광역시도시관리본부 - 대구광역시서울본부 - 대구광역시차량등록사업소 - 대구광역시농수산물도매시장관리사무소 |

## 정원
대구광역시청에 두는 지방공무원의 정원은 다음과 같다.
| 총계      | 총계                        | 2,045명 |
| --------- | --------------------------- | ------- |
| 정무직 계 | 정무직 계                   | 3명     |
|           | 시장                        | 1명     |
|           | 자치경찰위원장              | 1명     |
|           | 자치경찰사무국장            | 1명     |
|           |                             |         |
| 일반직 계 | 일반직 계                   | 1,859명 |
|           | 1급 이하 2급 이상           | 2명     |
|           | 3급 이하 5급 이상           | 458명   |
|           | 6급 이하                    | 1,394명 |
|           | 전문경력관                  | 5명     |
|           |                             |         |
| 별정직 계 | 별정직 계                   | 18명    |
|           | 1급 상당 이하 2급 상당 이상 | 1명     |
|           | 3급 상당 이하 5급 상당 이상 | 13명    |
|           | 6급 상당 이하               | 4명     |
|           |                             |         |
| 연구직 계 | 연구직 계                   | 5명     |
|           | 연구사                      | 5명     |
|           |                             |         |
| 소방직 계 | 소방직 계                   | 160명   |
|           | 소방정                      | 5명     |
|           | 소방령 이하                 | 155명   |

## 재정
2022년 총예산은 전년도에 비해 8.04% 증가한 10조 1,444억 원이며, 총수입·총지출 기준 구체적인 재정 규모는 다음과 같다. 다만, 합계를 제외한 부분은 공기업특별회계가 포함되지 않았다.
| 구분                    | 세입예산                    | 작년 대비 증감 |
| ----------------------- | --------------------------- | -------------- |
| 지방세수입              | 3조 5,200억 원              |                |
| 세외수입                | 2,337억 3,936만 5,000원     |                |
| 지방교부세              | 1조 1,954억 5,670만 원      |                |
| 보조금                  | 3조 3,501억 3,044만 4,000원 |                |
| 지방채                  | 2,498억 1,000만 원          |                |
| 보전수입 등 및 내부거래 | 1조 343억 6,349만 1,000원   |                |

| 구분                  | 구분                  | 세출예산                    | 작년 대비 증감 |
| 분야                  | 부문                  | 세출예산                    | 작년 대비 증감 |
| --------------------- | --------------------- | --------------------------- | -------------- |
| 일반공공행정          | 일반공공행정          | 1조 3,786억 315만 2,000원   |                |
|                       | 입법및선거관리        | 55억 9,061만 3,000원        |                |
|                       | 지방행정·재정지원     | 7,297억 877만 7,000원       |                |
|                       | 재정·금융             | 5,055억 7,181만 6,000원     |                |
|                       | 일반행정              | 1,377억 3,194만 6,000원     |                |
| 공공질서및안전        | 공공질서및안전        | 1,798억 3,808만 5,000원     |                |
|                       | 경찰                  | 53억 1,340만 8,000원        |                |
|                       | 재난방재·민방위       | 1,027억 7,631만 원          |                |
|                       | 소방                  | 717억 4,836만 7,000원       |                |
| 교육                  | 교육                  | 6,184억 7,375만 9,000원     |                |
|                       | 유아및초중등교육      | 5,865억 1,695만 원          |                |
|                       | 고등교육              | 272억 337만 5,000원         |                |
|                       | 평생·직업교육         | 47억 5,343만 4,000원        |                |
| 문화및관광            | 문화및관광            | 2,630억 486만 9,000원       |                |
|                       | 문화예술              | 1,495억 4,863만 5,000원     |                |
|                       | 관광                  | 170억 8,433만 5,000원       |                |
|                       | 체육                  | 826억 250만 8,000원         |                |
|                       | 문화재                | 137억 6,939만 1,000원       |                |
| 환경                  | 환경                  | 1,639억 5,615만 4,000원     |                |
|                       | 상하수도·수질         | 92억 9,264만 9,000원        |                |
|                       | 폐기물                | 434억 5,855만 8,000원       |                |
|                       | 대기                  | 341억 994만 1,000원         |                |
|                       | 자연                  | 94억 2,639만 1,000원        |                |
|                       | 환경보호일반          | 676억 6,861만 5,000원       |                |
| 사회복지              | 사회복지              | 3조 8,903억 8,988만 8,000원 |                |
|                       | 기초생활보장          | 1조 2,879억 7,897만 1,000원 |                |
|                       | 취약계층지원          | 4,742억 563만 4,000원       |                |
|                       | 보육·가족및여성       | 7,600억 6,400만 9,000원     |                |
|                       | 노인·청소년           | 1조 2,602억 4,861만 4,000원 |                |
|                       | 노동                  | 905억 3,364만 7,000원       |                |
|                       | 보훈                  | 173억 5,901만 3,000원       |                |
| 보건                  | 보건                  | 3,290억 3,400만 2,000원     |                |
|                       | 보건의료              | 3,215억 8,056만 9,000원     |                |
|                       | 식품의약안전          | 74억 5,343만 3,000원        |                |
| 농림해양수산          | 농림해양수산          | 680억 1,988만 원            |                |
|                       | 농업·농촌             | 448억 4,919만 2,000원       |                |
|                       | 임업·산촌             | 231억 7,068만 8,000원       |                |
| 산업·중소기업및에너지 | 산업·중소기업및에너지 | 5,969억 4,917만 7,000원     |                |
|                       | 산업금융지원          | 1,500억 9,729만 원          |                |
|                       | 산업기술지원          | 1,605억 7,675만 5,000원     |                |
|                       | 무역및투자유치        | 466억 5,691만 6,000원       |                |
|                       | 산업진흥·고도화       | 2,294억 5,540만 8,000원     |                |
|                       | 에너지및자원개발      | 89억 3,434만 4,000원        |                |
|                       | 산업·중소기업일반     | 12억 2,846만 4,000원        |                |
| 교통및물류            | 교통및물류            | 1조 990억 7,401만 9,000원   |                |
|                       | 도로                  | 1,945억 3,110만 원          |                |
|                       | 도시철도              | 2,782억 7,906만 8,000원     |                |
|                       | 항공·공항             | 73억 9,285만 원             |                |
|                       | 대중교통·물류 등기타  | 6,188억 7,100만 1,000원     |                |
| 국토및지역개발        | 국토및지역개발        | 3,090억 4,814만 8,000원     |                |
|                       | 수자원                | 32억 1,571만 1,000원        |                |
|                       | 지역및도시            | 2,990억 6,473만 원          |                |
|                       | 산업단지              | 67억 6,770만 7,000원        |                |
| 과학기술              | 과학기술              | 412억 3,838만 5,000원       |                |
|                       | 과학기술연구지원      | 412억 3,838만 5,000원       |                |
| 예비비                | 예비비                | 333억 2,465만 원            |                |
|                       | 예비비                | 333억 2,465만 원            |                |
| 기타                  | 기타                  | 6,125억 4,583만 2,000원     |                |
|                       | 기타                  | 6,125억 4,583만 2,000원     |                |

## 같이 보기
- 대구광역시
- 대구광역시장
- 대구광역시 부시장
- 대구광역시의회
- 대구광역시교육청
- 대구상공회의소
- 대구테크노파크
- 대구경북경제자유구역청